# Audrey Diwan
Audrey Diwan (* 1980) ist eine französische Filmregisseurin, Drehbuchautorin,  Journalistin und Verlegerin.

## Leben und Karriere
Audrey Diwan ist libanesischer Abstammung. Als Jugendliche litt sie unter Bulimie, gleichzeitig begeisterte sie sich für Literatur und begann selbst mit dem Schreiben. Sie arbeitete als Journalistin für die Frauenzeitschriften Technikart, Glamour und Stylist, verfasste eine Kolumne für Paris Première (Ça balance à Paris) und war als Romanautorin tätig (La Fabrication d’un mensonge, De l’autre côté de l’été). Außerdem arbeitete Diwan als Verlegerin bei Denoël.
Im Jahr 2021 gewann sie für ihren Spielfilm Das Ereignis mit dem Goldenen Löwen den Hauptpreis der Filmfestspiele von Venedig. Das Abtreibungsdrama, das auf dem gleichnamigen Roman von Annie Ernaux basiert, brachte ihr dort auch den ARCA CinemaGiovani Award, Brian Award und FIPRESCI-Preis ein.
Im Jahr 2022 wurde sie in die Wettbewerbsjury der 79. Filmfestspiele von Venedig berufen.
Im Jahr 2024 gewann sie gemeinsam mit Valérie Donzelli den César für ihre Drehbuchadaption von L’amour et les forêts nach dem gleichnamigen Roman von Éric Reinhardt.
Diwan lebt in Paris. Sie war mit dem Filmemacher Cédric Jimenez verheiratet, mit dem sie als Drehbuchautorin an vier seiner Filme zusammenarbeitete. Aus der Ehe gingen zwei Kinder hervor.

## Filmografie

### Drehbuch
- 2008: De feu et de glace
- 2012: Aux yeux de tous
- 2014: Der Unbestechliche – Mörderisches Marseille (La French)
- 2017: Die Macht des Bösen (HHhH)
- 2018: Ami-ami
- 2019: Mais vous êtes fous
- 2020: Bac Nord – Bollwerk gegen das Verbrechen (BAC Nord)
- 2021: Das Ereignis (L’événement)
- 2024: Beating Hearts (L’amour ouf)
- 2024: Emmanuelle

### Regie
- 2019: Mais vous êtes fous
- 2021: Das Ereignis (L’événement)
- 2024: Emmanuelle

## Auszeichnungen
- 2021: Filmfestspiele von Venedig – Goldener Löwe, ARCA CinemaGiovani Award, Brian Award und FIPRESCI-Preis für L’événement